# Hiroki Takahashi
Hiroki Takahashi (jap. 高橋 広樹, Takahashi Hiroki; * 7. September 1974 in Adachi, Tokio) ist ein japanischer Synchronsprecher (Seiyū). Seine bekanntesten Rollen sind Eiji Kikumaru in The Prince of Tennis, Kenji Harima in School Rumble, Japan in Hetalia: Axis Powers und Katsuya Jōnouchi (dt. Joey Wheeler) in Yu-Gi-Oh!.

## Rollen (Auswahl)
- -Dakaichi- My Number 1 (Takato Saijō)
- 07-Ghost (König)
- Digimon Savers (Omnimon)
- Digimon Tamers (Impmon)
- Fight Ippatsu! Jūden-chan!! (Sento Oumi)
- Futari wa Pretty Cure (Pissard)
- Hetalia: Axis Powers (Japan)
- Hunter × Hunter (Hisoka)
- Katekyo Hitman Reborn (Squalo Superbi)
- Konjiki no Gash Bell!! (Parco Folgore)
- Neo Angelique Abyss (Rayne)
- Neo Angelique Abyss – Second Age (Rayne)
- The Prince of Tennis (Eiji Kikumaru, Ryō Kisarazu)
- Ray the Animation (Shinoyama Toshiaki)
- Sailor Moon Crystal (Crimson Rubeus)
- School Rumble (Kenji Harima)
- Shōnen Onmyōji (Rikugō/Saki)
- Sumomomo Momomo (Kōshi Inuzuka)
- Yu-Gi-Oh! (Katsuya Jōnouchi)